# Michelle Gurevich
Michelle Gurevich – kanadyjska piosenkarka i autorka tekstów, do 2016 roku występująca pod pseudonimem Chinawoman. Jej styl muzyczny określany jest jako slowcore. 

## Życiorys
Michelle Gurevich urodziła się w Toronto. Ma rosyjskie korzenie – matka pochodzi z Odessy, a ojciec z Leningradu. Dorastała słuchając kolekcji muzycznej swoich rodziców, na którą składały się płyty radzieckie i europejskie lat 70. W 2010 roku przeprowadziła się do Berlina. W jej twórczości słychać wpływy rosyjskie, jednak nie tworzy muzyki rosyjskiej. Jej największe grono fanów znajduje się w Europie Wschodniej. Od początku swojej aktywności muzycznej utwory tworzy i nagrywa w swojej sypialni.
Wielokrotnie występowała w Polsce: 2011 (Warszawa, Kraków), 2012 (Szczecin), 2017 (Warszawa – dwa koncerty, Katowice, Poznań), 2019 (Warszawa), 2022 (Wrocław, Warszawa, Kraków), 2023 (Gdańsk, Poznań, Katowice, Warszawa).

## Dyskografia
Albumy studyjne
| Rok  | Tytuł                            | Dane dot. albumu                                                                          |
| ---- | -------------------------------- | ----------------------------------------------------------------------------------------- |
| 2007 | Party Girl                       | - Wydany: 1 kwietnia 2007 - Wytwórnia: wydanie własne - Format: CD, digital download, LP  |
| 2010 | Show Me The Face                 | - Wydany: 25 marca 2010 - Wytwórnia: wydanie własne - Format: CD, digital download, LP    |
| 2014 | Let's Party In Style             | - Wydany: 24 lutego 2014 - Wytwórnia: wydanie własne - Format: CD, digital download, LP   |
| 2016 | New Decadence                    | - Wydany: 28 września 2016 - Wytwórnia: wydanie własne - Format: CD, digital download, LP |
| 2018 | Exciting TIme                    | - Wydany: 9 listopada 2018 - Wytwórnia: wydanie własne - Format: CD, digital download, LP |
| 2020 | Ecstasy in the Shadow of Ecstasy | - Wydany: 15 maja 2020 - Wytwórnia: wydanie własne - Format: CD, digital download, LP     |
| 2024 | It Was the Moment                | - Wydany: 6 listopada 2024 - Wytwórnia: wydanie własne - Format: CD, digital download, LP |